# 卯之花烈
卯之花烈（日语：／ Unohana Retsu，原名是卯之花八千流（日语：／ Unohana Yachiru）為日本漫畫《BLEACH》的角色，為屍魂界初代護廷十三隊十一番隊隊長，亦是首位擁有「劍八」稱號的死神。

## 人物

### 外貌與性格
護廷十三隊四番隊隊長，女性死神協會理事長，初代劍八，是目前少數從護廷十三隊創始時期留任至今的初代女性成員。外貌溫柔仁慈，蓄著中分的黑色長髮，由於她的鎖骨正下方，有片從入隊以來唯一留下的傷疤，所以平常總是將頭髮綁成麻花髮辮並垂至前方（閒暇時會把髮辮放到後方，110年前則將白色綾帶綁在髮辮的頂端），並習慣穿著死霸裝的時候，用紅色束繩固定繫在腰間的淺色腰帶。當她正式邁向前線作戰的時候，則會解開束於胸前的髮辮，神情和氣勢也會變得判若兩人。為其副官虎徹勇音和現任十一番隊隊長 更木劍八敬仰的對象。對護廷十三隊隊員和藹，但對在醫護所大鬧的人則會對其散發出其可怕的殺氣，甚至連十一番隊的人都被她嚇得不敢反駁。倘若旗下成員因故違反屍魂界的規範，則會讓對方接受應有的處分，但若是總隊長的命令則另當別論（但在松原真琴著作的官方小說「The Death Save The Strawberry」的記述，卯之花曾在花太郎接獲協助黑崎一護恢復死神力量的通知簡訊時，特地讓對方提前結束工作，使其得以參加協助一護恢復死神力量的計畫）。喜歡味道濃的食物，但討厭味道清淡的飲食，在閒暇時喜歡插花和登山採藥，擔任插花教室的導師。
擔當救護隊隊長，醫術極其高超，連京樂春水與浮竹十四郎談論到她或與她迎面而過時都會畏懼三分，十二番隊的隊長涅繭利也認為她不是個好應付的角色。與山本、京樂、浮竹同為擁有兩百年以上隊長資歷的老面孔，其隊長資歷僅次於山本總隊長。除此之外，她也是已播出劇情中，唯一已知擅長劍道（最高十段等級水準）的女性隊長，在彩色公式本更透露她的體力和鬼道亦具備著相當程度的水準。更木劍八甚至形容她是首位讓他在決戰期間感受到恐懼的對象。
作者在附錄特典集賦予卯之花烈的關鍵詞為「慈」。

### 身世與經歷
據京樂春水所言，她在尚未加入護廷十三隊之前，是屍魂界史上空前絕後的大惡人，自詡掌握天下所有的流派和刀流，為自己取名「八千流」，後由於當時的總隊長暨護廷十三隊創始人山本元柳齋重國出面說服她，因而加入護廷十三隊並成為初代十一番隊隊長。為了讓自己能夠永遠地享受戰鬥，卯之花還曾向零番隊成員 麒麟寺天示郎學習醫術，可是她對於自己始終未能遇見讓她為之振奮的對手感到相當厭煩，決定藉著討伐流魂街流氓的名義，前往流魂街尋找讓她中意的猛將。當卯之花隨同部下抵達流魂街的郊外時，發現此處竟出現堆積成山的流魂街平民的屍體，正欲上前視察之際，當時還是少年的更木劍八竟拿著斬魄刀現身在她的眼前，卯之花在來不及反應的情況下，被少年劍八砍中鎖骨下方，遂和後者在現場展開激烈的對決，因而重新體會到戰鬥所帶來的喜悅，並認定對方具備著繼承「劍八」名號的資格。然而，此次戰鬥讓更木劍八第一次感受到戰鬥至極限的快感，卯之花則成為第一個更木認為是「敵人」的人，但當時其實她的劍技不如少年更木，更木怕失去這樣一個「敵人」就會失去戰鬥的樂趣，所以下意識地將自己弱化到與「敵人」同一個水平，這也就是卯之花所認為的「自己的罪」。儘管劍八經歷此戰後，開始對卯之花抱持敬仰的態度；但卯之花仍對自己導致劍八的實力退化感到自責，因而開始將頭髮編成髮辮並束於胸前，藉此掩飾當年被劍八刺傷的疤痕，還立誓無論要重複著多少回反覆刺殺和治癒劍八的過程，都要讓他恢復往昔的實力。
卸下十一番隊隊長的職位後，卯之花正式轉任為四番隊隊長，開始掌管護廷十三隊的醫務職責，由山田清之介（現任四番隊第七席 山田花太郎的兄長）擔任她的副隊長。101年前發生時任九番隊正副隊長消失事件時，因為獲悉山本總隊長準備派遣正副隊長前往現場調查，準備親自上陣以便於及時提供醫療協助，但由於山本總隊長認定不能在狀況不明確的前提下，貿然讓醫護部隊負責人親赴前線，堅持不讓她和平子真子等人隨行而作罷。清之介離職後，虎徹勇音（現任十三番隊第三席 虎徹清音的姊姊）便接替前者的職缺，成為她的繼任副官。

## 劇情表現

### 屍魂界拯救篇
當正副隊長們在瀞靈廷某棟建築的牆上，發現時任五番隊隊長藍染惣右介的屍體（實為藍染利用斬魄刀「鏡花水月」製造的假象）而引發騷動的時候，趕到現場善後的卯之花烈，察覺藍染的假屍有異，但仍舊不動聲色的將假屍帶離現場。黑崎一護等人闖進瀞靈廷後，四番隊第七席山田花太郎因故被捲入前者和屍魂界的衝突，卻選擇幫助前者阻止朽木露琪亞的處刑計畫。儘管十三番隊隊長浮竹十四郎特地親自寫了一封陳情書，委託仙太郎與清音交給卯之花，為當時被捲入這場風波的花太郎赦免責罰，然而卯之花仍認為花太郎主動幫助「旅禍」的舉動讓護廷十三隊蒙受損失，故堅持讓花太郎接受應有的處分，將其囚禁於牢裡，並特地提醒對方要牢記其擅自行動所帶來的後果（動畫版則在阿散井戀次遭朽木白哉重傷倒地後，增加卯之花為戀次療傷的劇情，爾後交予花太郎接手治療對方）。
露琪亞瀕臨處刑之前，身為副官的虎徹勇音對於屍魂界表面聲稱同意讓一護等人平安離開屍魂界、實則意圖殺害後者的言行感到無法接受，卯之花解釋倘若這是無法避免的結果，至少要讓露琪亞在心無罣礙的狀態下接受處決，未料一護和戀次竟及時趕到雙亟救下露琪亞，卯之花示意讓勇音同雀部長次郎和大前田希千代阻止一護，結果三人全被對方瞬間擊倒。事後卯之花帶著勇音來到中央四十六室定居的清境塔居林，發現了遭藍染持刀重傷倒地的五番隊副隊長雛森桃和十番隊隊長日番谷冬獅郎，面對藍染及市丸銀，卯之花直指藍染「大逆不道的罪人」，卻意外的從藍染口中得悉眾多護廷十三隊成員早已被「鏡花水月」的催眠能力混淆的真相，遂讓勇音利用鬼道「摑趾追雀」和「天挺空羅」向一護等人與護廷十三隊諸位成員通報藍染叛變的消息，順勢解放斬魄刀，將身受重傷的兩人帶回綜合救護診所進行治療。
藍染等人叛逃至虛圈後，卯之花再次趕到雙亟，準備為護廷十三隊的傷患療傷，並注意到當時正在運用「盾舜六花」能力為一護療傷的井上織姬，她對於織姬的能力感到驚訝，但亦認為已經不再需要擔心旅禍等人的傷勢，隨即讓露琪亞和正在接受急救的六番隊隊長朽木白哉獨自會談。事後卯之花回到綜合醫護診所巡視傷患，還對無理取鬧的成員予以口頭上的警告，至此屍魂界拯救事件亦隨之落幕。

### 破面篇
收到山本總隊長的命令後，卯之花帶領虎徹勇音與山田花太郎到虛圈，協助為了拯救井上織姬而闖進虛夜宮的一護等人作戰，當她遇上葬討部隊隊長路德本的時候，立即表明她們只是前來治療傷患，並無作戰的意願；路德本亦對其表示敬意，便率領旗下部隊離開現場。隨後她和勇音治癒了茶渡泰虎和破面NO.107剛騰拜恩，並且在山本總隊長率領護廷十三隊迎戰藍染為首的破面軍團時，向茶渡解釋死神方為了將真正的空座町傳送至屍魂界，才會讓傳送範圍內的群眾進入沉睡狀態。
及後卯之花與黑崎一護在十二番隊長 涅繭利的協助下前往現世，她協助不擅長控制靈壓的一護在黑腔裡鋪出整齊的靈子道路，還試著詢問對方在先前對抗藍染時的狀態，結果卻意外的發現後者不僅沒有看過藍染的「鏡花水月」的始解，而且其體內蘊藏的靈壓，已經是能夠超越普通隊長級死神的程度，遂認定一護將會是戰勝藍染的關鍵人物，提醒對方不可直視藍染的斬魄刀始解，還將後者的靈壓恢復至完全狀態。空座町大戰過後，卯之花為假面軍勢的成員施予治療，而根據官方小說的描述，她甚至還在空座町大戰落幕的首月，將傳令神機交給抵達屍魂界協助治療傷患的織姬，以便於後者和屍魂界保持聯絡。

### 代理死神消失篇
當山本總隊長獲知浦原喜助準備協助一護恢復死神力量的計畫，不惜違反規定，命令所有護廷十三隊正副隊長將各自的靈壓，灌進浦原喜助特製的靈刀時，卯之花對於山本總隊長灌輸靈壓給一護的決定感到驚訝，但還是跟著護廷十三隊所有正副隊長灌輸各自的靈壓，協助浦原喜助製成幫助一護恢復死神力量的靈刀。待一護正式擊敗初代代理死神暨XCUTION領導人銀城空吾後，便隨同諸位隊長（涅繭利和浮竹十四郎除外）迎接抵達屍魂界與山本總隊長會談的一護。動畫版則在兩者的會談過後，替抵達現世和獅子河原萌笑展開決戰而身受重傷的斑目一角處理傷勢。

### 千年血戰篇
無形帝國的星十字騎士團進攻屍魂界時，卯之花雖然對於瀞靈廷大量人員傷亡的局勢感到擔憂，但還是遵守山本總隊長的命令，與其他四番隊成員留在綜合救護診所。
敵軍撤退後，她和諸位隊長與零番隊成員會面商討接下來的計畫，然而麒麟寺天示郎對於卯之花沒能及時出面解救傷患的行徑感到相當不滿，還指出戀次、露琪亞、白哉的傷勢遠超過她的應對範圍，而她現在該做的事情並不是治療。
之後卯之花接受京樂春水的委託，負責指導更木劍八進行武術訓練，還預先在踏進真央地下大監獄前，將留給勇音的書信放在辦公室。在訓練之中，其可怕實力逐漸展現，即使劍八將用來壓制靈壓的眼罩拿下，也不見慌亂，還直指對方實力變弱；然而劍八在卯之花的凌厲攻勢逼迫下，開始反覆地在決戰期間失去與重拾意識，加上卯之花仍惦記著當初導致劍八實力退化的轉捩點，以及決意讓對方恢復往昔的自我並超越她的念頭，因而被劍八從正面持刀砍中身體而受了傷。為了正式結束這場戰鬥，卯之花不惜冒著生命危險，施展卍解對抗劍八，卻在決戰期間回憶起當年和劍八戰鬥的喜悅，最終卯之花認為同一個時代不能存在兩個「劍八」，對於劍八終於能夠重新覺醒而備感欣慰，隨即在心滿意足的狀態下，遭劍八持刀刺穿胸膛，將自己長久以來所獲得的一切託付給對方後，便因為傷勢過重而死。

### 身後影響
卯之花身故後，劍八在挺身對抗襲擊八千流和勇音的星十字騎士團成員「V」葛雷密·托謬的期間，向勇音透露卯之花的死訊。勇音雖為卯之花的逝世感到哀傷，但也當面表示自己對於劍八能夠繼承卯之花的「劍八」名號感到欣慰。
無形帝國戰役落幕十年後，勇音遞補卯之花烈的職缺，成為繼任四番隊隊長。

### 獄頤鳴鳴篇
無形帝國戰役落幕十二年後，由於山本、卯之花、浮竹的靈力過於強大，導致三者的靈子無法回歸靈界，使得眾死神為三者進行名為「魂葬禮祭」的儀式送走其靈魂，但隨後現任總隊長京樂春水和從地獄現身現世的地獄獄卒（破面篇時任十刃NO.8）薩爾阿波羅指出死神執行「魂葬禮祭」的儀式，其實是將三者的靈魂送進地獄的行為。

## 斬魄刀
- 斬魄刀『肉雫唼』（Minazuki）

### 始解
解放語不詳，平常處於封印狀態的時候，刀身較其他斬魄刀還要來得彎曲。解放後能變成擁有單眼和三隻腳，身體呈現淺綠色，類似於現實中的魔鬼魚的巨大生物。變成生物的狀態下，肉雫唼能夠乘載包含持刀者在內的其他對象在背上飛行，而且被其吞下的傷者會被迅速治癒。
在公式本則透露卯之花會在登山採藥時，將肉雫唼當成代步的交通工具來使用。

### 卍解
- 【卍解】『皆盡』（Minazuki）

解放卍解時，斬魄刀的刀身和環境會滲出大範圍的鮮血狀液體，確切能力不明。動畫版中追加的戰鬥場景，揮刀和斬擊時延伸的鮮血狀液體可像鞭子一樣造成更廣泛的破壞，對手接觸到刀身的液體時似乎可以治療持刀者身上的傷口（連同死霸裝也恢復原狀）。

### 實體化
動畫原創。外穿灰綠色拖地長罩衣之神秘人，面容、性別均不知，在斬魄刀篇曾經與雙魚理、花天狂骨一起對陣自我封印的山本總隊長。

## 技能與招式

### 鬼道
| 鬼道名稱                 | 簡介                                                                               |
| ------------------------ | ---------------------------------------------------------------------------------- |
| 回道                     | 先恢復該對象的內部靈壓，結合施術者施與的外部靈壓，以達到治療傷勢與恢復靈壓的效果。 |
| 縛道之六十一「六杖光牢」 | 動畫版原創章篇使用，用六條光片夾住敵人。                                           |
| 縛道之六十二「百步欄干」 | 動畫版原創章篇使用，以疾駛的光棒捉住對方。                                         |
| 縛道之六十三「鎖條鎖縛」 | 動畫版原創章篇使用，用兩條厚重的鎖鍊困住敵人。                                     |
| 縛道之八十一「斷空」     | 動畫版原創章篇使用，防禦用的上級鬼道。可以完美防禦破道之八十九以下的攻擊。         |

### 其他技能
| 招式名稱 | 簡介                                                              |
| -------- | ----------------------------------------------------------------- |
| 暗劍     | 右手揮刀攻擊敵人時，左手用袖中的暗劍趁機進攻，在漫畫第524章使用。 |
| 彎刀斬術 | 輕巧的身體便於在揮刀時進退，在漫畫第524章使用。                   |

## 卷首語
- 「戰鬥才是一切！」── 單行本第五十九集

## 備註
1. ↑  1.漫畫第461章，山本前總隊長不惜違反「死神不得將力量傳給人類」的規定，命令所有正副隊長參與協助一護恢復死神力量的計畫，故卯之花沒有對同樣參與這項行動的勇音與花太郎做出處分'"`UNIQ--ref-00000005-QINU`"'
2. ↑  2.勇音雖然在利用「摑趾追雀」和「天挺空羅」傳達藍染叛變的消息時，特別指定傳話對象為一護等人與護廷十三隊諸位成員，但由於織姬在瀞靈廷的冒險期間，沒有接觸過四番隊成員的靈壓，所以織姬無法收到勇音透過鬼道傳達的訊息。